# 1774
Cette page concerne l'année 1774  du calendrier grégorien.
L'année 1774 est une année commune qui commence un samedi.

## Événements

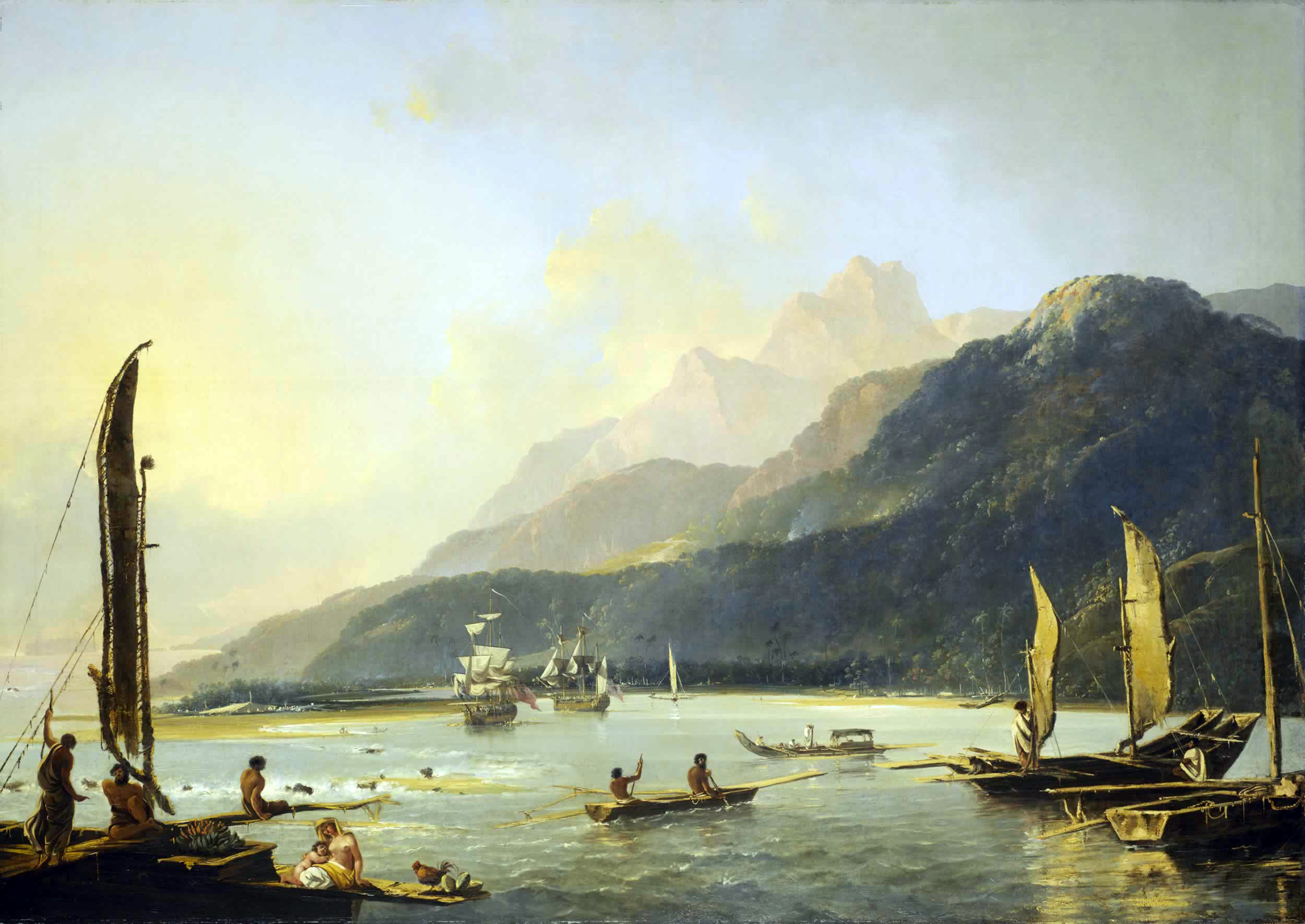
James Cook réalise la cartographie des Nouvelles-Hébrides (aujourd’hui Vanuatu), des îles Marquises et de l’île de Pâques. Il est le premier Européen à débarquer sur plusieurs autres îles du Pacifique, comme la Nouvelle-Calédonie et les îles Ellice. Au cours de ce voyage, il franchit trois fois le cercle polaire et établit un nouveau record en atteignant 71° 10’ de latitude sud. Pour finir, il continue vers l’est, double le cap Horn et découvre l'île de Géorgie du Sud et les îles Sandwich du Sud. Il s’arrête brièvement dans la baie de la Table avant de rentrer en Grande-Bretagne. Sa grande expédition, qui a duré trois ans, a prouvé qu’il n’existait pas de continent méridional de la taille de l’Asie mais seulement la grande masse glacée de la région antarctique. Bien que n’ayant jamais débarqué sur l’Antarctique, Cook comprend probablement en observant les fragments de roche contenus dans les icebergs qu’il y a une masse terrestre plus au sud. Ce voyage est également extraordinaire par le fait que l’équipage est maintenu, grâce à l’insistance de Cook, en bonne santé : les cas de scorbut sont rares au cours de l’expédition.
Les deux navires du capitaine Cook à Matavai Bay, 1773.

- 21 janvier : mort du Sultan ottoman Mustafa III, auquel succède son frère Abdülhamid Ier (fin du règne en 1789)[1].
- Janvier : début du règne de Asfa Wossen (en), roi du Choa, en Éthiopie (fin en juillet 1807, ou 1775-1808)[2].

- 4 septembre : le navigateur britannique James Cook découvre l'île de la Nouvelle-Calédonie[3].

- 8 novembre, Tibet : George Bogle, émissaire de la Compagnie des Indes britanniques, rencontre à Shigatse le sixième panchen-lama, Palden Yeshe[4]. Bogle se lie d’amitié avec le panchen-lama, étudie la langue et les coutumes du pays et épouse une Tibétaine. Il meurt prématurément en 1781.
- 20 octobre : Warren Hastings est nommé gouverneur général des Indes (1774-1785)[5]. Il accentue la centralisation en plaçant le Trésor du nabab du Bengale sous le contrôle de la Compagnie.
  - La Compagnie anglaise des Indes orientales n’est sauvée de la banqueroute que par l’intervention de l’État. Hasting accorde à la Compagnie le monopole du sel, de l’opium et du salpêtre. Les exportations (sucre, indigo), orientées vers la péninsule arabique et le golfe Persique jusqu’en 1770, le sont vers l’est (Birmanie, Malacca, Chine).

- Les Portugais de Benguela (Angola) mènent deux expéditions contre le royaume Ovimbundu qui résiste à leur pénétration (1774 et 1776)[6].
- Enseignement du lettré musulman Usman dan Fodio au Gober et dans les États haoussa voisins (Zamfara, Katsena, Kebbi), de 1774 à 1804[7].
- Début du règne de Kpengla, roi d’Abomey (fin en 1789)[8]. Il réorganise l’armée du Dahomey, mais ne parvient pas à se libérer de la tutelle des Oyo.

### Amérique

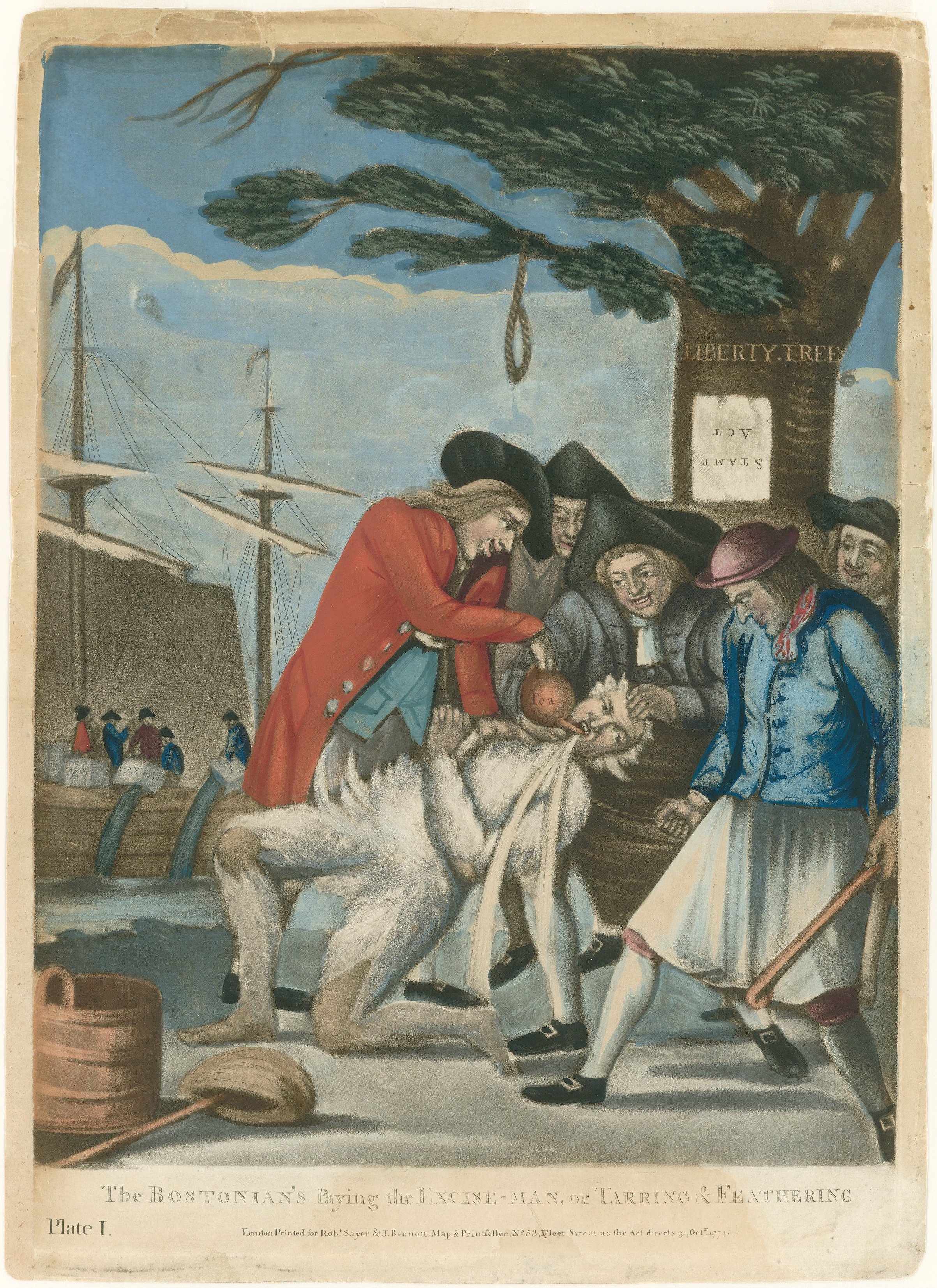
31 mars-2 juin : vote des Intolerable Acts par le Parlement britannique. Lésés dans leurs intérêts économiques, bloqués à l’ouest, menacés de perdre les libertés traditionnelles britanniques (assemblées délibérantes, consentement à l’impôt, libertés individuelles, de presse), les Américains des Treize colonies s’engagent vers la résistance. Début de la guerre d'indépendance américaine (fin en 1783).
The Bostonians Paying the Excise Man, gravure de 1774 attribuée à P. Dawe.

- 31 mars : Boston Port Act qui ferme le port de Boston jusqu’à ce que la compagnie des Indes Orientales et les douanes britanniques aient reçu compensation sur les pertes subies[9].

- 30 avril : des pionniers attaquent un campement de Mingos pacifiques à Yellow Creek, sur l'Ohio près de l'actuelle Wheeling, en Virginie-Occidentale. L'épouse shawnee du chef mingo Longan est tuée, ce qui provoque la guerre de Lord Dunmore en Pennsylvanie contre les Shawnees[10].

- 17 mai : le général Thomas Gage arrive à Boston comme gouverneur[9].
- 20 mai :
  - Massachusetts Government Act. Loi martiale et suspension des libertés du Massachusetts. Les assemblées municipales et les assemblées populaires réagissent en se soulevant[9].
  - Administration of Justice Act[11].

- 1er juin : le port de Boston est fermé au commerce[9].
- 2 juin : deuxième Quartering Act sur le logement des troupes dans les Treize colonies[9].
- 22 juin : l'Acte de Québec, adopté par la Chambre des communes le 13, reçoit la sanction royale. Il accorde la liberté religieuse aux catholiques romains du Québec et leurs institutions aux Canadiens. Il restaure les anciennes frontières du Canada et les lois françaises et préserve le système seigneurial. La vallée de l'Ohio est rattachée au Québec, ce qui bloque toute expansion vers l’ouest aux colons américains. Le gouvernement du pays est confié à un gouverneur assisté d’un Conseil de dix-sept à vingt-trois membres nommés par la Couronne[11].
- Juin : Rhode Island devient le premier État d'Amérique à interdire les importations d'esclaves[12].

- 1er septembre : Powder Alarm. Des soldats britanniques confisquent des réserves de poudre et d'armes de la milice, lors d'une action surprise près de Boston[9].
- 5 septembre - 26 octobre : les députés des législatures se réunissent au premier Congrès continental de Philadelphie, qui déclare les « actes coercitifs » inconstitutionnels et engage le Massachusetts à former un gouvernement et le peuple à se constituer en milice[13].
- 9 septembre : Suffolk Resolves, déclaration faites par les dirigeants du comté de Suffolk dénonçant les Actes intolérables, approuvées par le Congrès continental le 14[14].

- 9 octobre : les Britanniques battent les Shawnees à la bataille de Point Pleasant ; une trêve est conclue entre les Indiens et Lord Dunmore le 26[15].
- 25 octobre : Edenton Tea Party
- 26 octobre : le congrès continental invite par une lettre les habitants de la province de Québec à adhérer à la confédération des colonies américaines et s’adresse à la classe marchande pour répandre l’idée d’une sécession[16].

### Europe

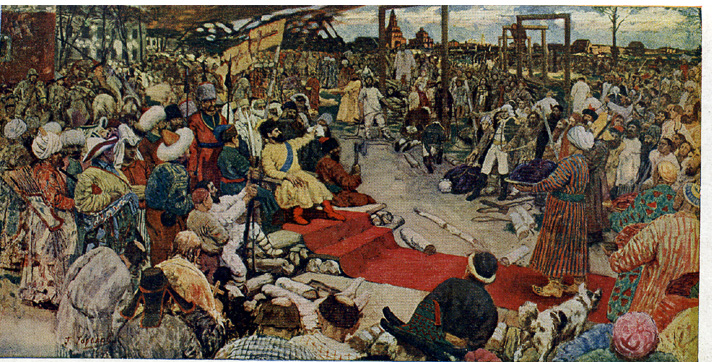
Guerre des Paysans russes : à la tête de 30000 hommes, Iemelian Pougatchev occupe Tcheliabinsk. En avril, il doit abandonner Tcheliabinsk, Kourgan et Orenbourg pour se retirer dans l’Oural. Le 23 juillet il s’empare de Kazan pendant quelques jours. Battu à Samorsk (mai-juin) et à Kazan’ (26 juillet) par le général Mikhelson, il passe la Volga, soulève les Cosaques du Don et déclenche une nouvelle insurrection paysanne en publiant un manifeste promettant la suppression du servage, des impôts et du service militaire. Les serfs brûlent les châteaux et exécutent les nobles (1500 morts officiels). Catherine II de Russie met la tête de Pougatchev à prix et renforce l’armée de Mikhelson. Pougatchev, écrasé à Salnikov (4 septembre), abandonne le siège de Tsaritsyne et se réfugie dans la steppe mais est vendus par des cosaques prisonniers.
Pougatchev rendant la justice à Kazan, carte postale de 1931.

- Avril, Pologne : création d’un Conseil permanent (Rada Nieustająca) qui devient le gouvernement central[18]. La Diète élit pour deux ans dix-huit sénateurs et dix-huit députés, qui siège sous l’autorité du roi. Cinq départements sont organisés : les Affaires étrangères, la Police, les Finances et la Justice, à la tête desquels se trouvent des ministres nommés et révoqués par le roi. Ces réformes provoquent un regroupement des magnats contre l’autorité royale.

- 10 mai : début du règne de Louis XVI de France (fin en 1792)[19].
- 2 juillet : offensive russe dans les Balkans. L'armée russe  passe le Danube et coupe aux Ottomans toute communication avec Varna[20].
- 21 juillet : le traité de Kutchuk-Kaïnardji met fin à la guerre russo-turque[1]. La Russie obtient le Nord de la mer Noire (Azov, Kertch, bouches du Dniepr, Kouban et Terek), le droit de libre navigation en mer Noire et dans les détroits et le protectorat sur les chrétiens orthodoxes de l’Empire ottoman. L’Autriche obtient la Bukovine. La Crimée est reconnue indépendante. La Valachie et la Moldavie obtiennent du sultan des libertés politiques.

- 10 septembre : nouveau code de l’Inquisition au Portugal[21].
- 14 septembre, Russie : capture de Iemelian Pougatchev[22].
- 23 septembre : loi de réforme de l'administration de la justice dans le royaume des Deux-Siciles[23], confirmée par une édit royal du 26 novembre[24].

- 5 octobre - 10 novembre : élections générales au Royaume-Uni[25].
- 8 octobre : John Wilkes est élu Lord-Maire de Londres[26]. Réélu aux Communes, il siège à partir de décembre[27] et milite pour la publication des débats dans la presse. Il incarne aux yeux du public la défense des libertés britannique, et soutient les colons américains.

- 6 décembre : réforme de l’enseignement primaire en Autriche et en Bohême. Une ordonnance rédigée par l’abbé Ignace Felbiger (de) réorganise les écoles élémentaires fondées sur la lecture, l’écriture et le calcul. Enseignement obligatoire pour tous entre 6 et 12 ans[28].

- Publication par la chancellerie austro-bohême de maxima de corvée. Les chancelleries seigneuriales tardent à appliquer les règlements[29].
- Réforme des administrations communales et provinciales mise en place par Francesco Maria Gianni (it) en Toscane (1774-1779)[30]. Le critère d’accession aux charges administrative devient la propriété et non plus la noblesse. La Ferme générale est abolie, le système fiscal unifié, le système judiciaire est rationalisé.
- Création de la Manufacture de toiles peintes Japuis, à Claye-Souilly[31].

## Naissances en 1774
- 1er janvier : André Marie Constant Duméril, zoologiste français († 14 août 1860).
- 11 janvier : Antoine Drouot, général d'Empire († 24 mars 1847).

- 16 février : Pierre Rode, compositeur et violoniste français († 25 novembre 1830).
- 26 février : Joseph Bédard, homme politique canadien († 28 septembre 1832).

- 5 mars : Christoph Ernst Friedrich Weyse, compositeur et organiste danois († 8 octobre 1842).
- 15 mars : John Conrad Otto, médecin américain († 26 juin 1844).
- 24 mars : Jean Loiseleur-Deslongchamps, médecin et botaniste français († 8 mai 1849).

- 26 avril : 
  - Leopold von Buch, géologue allemand († 4 mars 1853).
  - Anne Jean Marie René Savary, général français († 2 juin 1833).

- 13 mai : Pierre-Narcisse Guérin, peintre français († 6 juillet 1833).

- 8 août : Jacques Auguste Anne Léon Le Clerc de Juigné, militaire et parlementaire français († 7 mai 1850).
- 11 août : Manuel de Sarratea, diplomate, homme politique et militaire espagnol puis argentin († 21 septembre 1849).
- 12 août : Robert Southey, écrivain britannique († 21 mars 1843).

- 5 septembre : Caspar David Friedrich, peintre allemand († 7 mai 1840).
- 26 septembre : John Chapman, botaniste et pionnier américain († 18 février 1845).

- 26 octobre : Albert Grégorius, peintre belge († 25 février 1853).

- 21 novembre : Domingo French, militaire espagnol puis argentin († 4 juin 1825).

- 23 décembre : Ludwig von Vincke, homme politique prussien († 2 décembre 1844).

- Date précise inconnue :
  - Magloire Ambroise, officier supérieur dans l'armée coloniale française et général de l'armée révolutionnaire haïtienne († 1807}).
  - Charles Nicolas Lafond, peintre français († 16 janvier 1835).
  - Marie-Denise Villers, peintre portraitiste française († 19 août 1821).

## Décès en 1774
- 21 janvier : Mustafa III, Sultan ottoman (° 28 janvier 1717).
- 28 janvier : Antonio Galli da Bibiena, scénographe, architecte, peintre et écrivain italien (° 1697).
- 4 février : Charles Marie de La Condamine, explorateur, scientifique astronome et encyclopédiste français (°27 janvier 1701).
- 4 avril : Oliver Goldsmith, écrivain britannico-irlandais (° 10 novembre 1728).
- 5 avril : Situ Panchen, peintre, écrivain et médecin tibétain (° 7 janvier 1700).
- 24 avril : Christian Wilhelm Ernst Dietrich, peintre allemand (° 30 octobre 1712).
- 1er mai : William Hewson, chirurgien, anatomiste et physiologiste britannique (° 14 novembre 1739).
- 8 mai :
  - Renaud Outhier, ecclésiastique et homme scientifique français (° 16 août 1694).
  - Henry Baker, naturaliste britannique (° 8 mai 1698).
- 10 mai : Louis XV, roi de France, victime de la petite vérole, dans l’indifférence générale (° 15 février 1710).
- 12 mai : Giuseppe Antonio Luchi, peintre rococo italien (° 17 juillet 1709).
- 17 mai : Jeremiah Theus, peintre américain (° 5 avril 1716).
- 11 juillet : William Johnson, fonctionnaire anglo-irlandais de l'Empire britannique (° vers 1715).
- 27 juillet : Samuel Gottlieb Gmelin, médecin, naturaliste et explorateur allemand (° 4 juillet 1744).
- 25 septembre : Clementina Rind, imprimeuse et éditrice de journaux (° vers 1740).
- 16 décembre : François Quesnay, médecin et économiste physiocrate français (° 4 juin 1694).